# Carlos Ortiz (poeta)
Carlos Ortiz (Chivilcoy, Provincia de Buenos Aires, Argentina, 27 de enero de 1870 - 3 de marzo de 1910), fue un poeta que integró el grupo de autores modernistas más destacados de su época en la Argentina. Murió por un disparo de bala que habría tenido un móvil político.

## Biografía
Nació en 1870 en la Estancia Las Palmeras, partido de Chivilcoy, Buenos Aires, propiedad de su familia.
En las letras, a las que se dedicó desde joven, tuvo por maestro a Manuel López Lorenzo, a quien dedicó una de sus obras.
Los cantos de amor que escribió en diarios de su ciudad natal fueron transcriptos a algunos de Buenos Aires.
Su principal influencia literaria estuvo dada por el modernismo, (1890 a 1910, aproximadamente), siendo uno de los primeros en incorporarse a ese movimiento. Un estilo marcado por nostalgia, excesos decorativos y esplendor verbal. Así formó parte del grupo de Dardo Rocha, Antonio Bermejo y su primo hermano Leopoldo Díaz.
Su domicilio en la ciudad de Buenos Aires, en la entonces calle Corrientes y actual Pueyrredón, fue centro de reunión de artistas de diversas ramas.
En 1899 publicó Rosas del crepúsculo, que seguía el estilo de Rubén Darío.
Le gustaban las tareas del campo, durante años trabajó en las cosechas en la estancia "La Sirena" de su padre, ubicada en el partido de Lincoln. 
'El poema de las mieses' (1902) libro que lo hizo famoso, fue escrito en verso y trata sobre la vida en el campo, exaltando el trabajo rural y deja ver una conjunción entre el hombre y la naturaleza tanto en su belleza como en la sujeción a los ciclos naturales y a la labor de la tierra.
En Europa estuvo en contacto con Salvador Rueda, Antonio Machado, Eduardo Marquina y los últimos exponentes en Francia e Italia. En un viaje posterior, acompañado por el poeta Leopoldo Díaz, visitó el pueblo de Morges que lo inspiró para escribir El poema de la Pampa e Impresiones de viaje (obras perdidas) y partió a París, para luego volver a Buenos Aires.
El 2 de marzo de 1910 asistió a un banquete en el Club Social de Chivilcoy organizado como despedida al Profesor Alejandro Mathus, director de la Escuela Normal de entonces, que había sido trasladado a Mendoza por disidencias políticas con el caudillo Vicente Loveira, en ese momento senador nacional, quien había sido intendente del municipio en diferentes períodos y tenía aún poder político. A Carlos Ortiz le habían pedido que preparara unas palabras para su amigo. Más tarde, ante todos los invitados y amigos, al término de recitar las mismas, se escucharon unos disparos desde la calle. A pedido de una de sus hermanas se asomó a uno de los balcones y fue herido de bala. Aunque lo llevaron rápidamente a su casa, (llamada La Casa de la Lira) y de todos los esfuerzos, incluida una intervención quirúrgica, murió al día siguiente, 3 de marzo de 1910 a las 9 de la mañana.
La sociedad culpó como al autor intelectual a Vicente Loveira, aunque no se puede confirmar hacia quien se dirigían los disparos, o si no era la intención que la orden de los disparos fuesen hacia donde estaba la gente reunida. La muerte indignó a la sociedad de todo el país. Los vecinos de Chivilcoy conformaron una comisión desde donde se organizaron paros totales de actividades, protestas y manifestaciones a la que accedieron un gran número de personas ante el reclamo de justicia. Como consecuencia Loveira, padeció su caída política y económica.
En Chivilcoy, desde 1939, existe un busto en su homenaje en la plaza principal y otro en la escuela n.º 28 que lleva su nombre, al igual que en una calle de allí.
También se descubrió el 3 de marzo de 1911 una placa recordatoria en la bóveda familiar en el cementerio de La Recoleta, en Buenos Aires. Una calle de esa ciudad, en el barrio de Flores, lleva su nombre.

## Obras
Sus obras más destacadas fueron:
- Rosas del crepúsculo (1899).
- El poema de las mieses (1902), por el cual fue el reconocido por la crítica de su época en América y Europa.
- El cuerno florido.
- El grito de los fuertes.
- Mensajes líricos y Cantos de Amor, de Esperanza y de Duda.

Existen dos obras perdidas: 'El poema de la pampa' e 'Impresiones de viaje'.
Además realizó traducciones de autores franceses y también de Edgar Allan Poe.
También le gustaba la fotografía, algunas fotos tomadas por él aún se conservan.